# Eugénie (Beaumarchais)
Eugénie ist ein Drama in fünf Akten in Prosa von Pierre-Augustin Caron de Beaumarchais (1732–1799).
In dem Werk wird ein junger Lebemann aus der englischen High Society durch die Liebe zur Tochter eines walisischen Landadligen, die er durch eine Scheinheirat hinters Licht geführt hat, zur bürgerlichen Moral bekehrt.
Nachdem Beaumarchais zuvor nur Gesellschaftstheater geschrieben hatte, schuf er mit Eugénie sein erstes für die öffentliche Aufführung bestimmtes Werk.

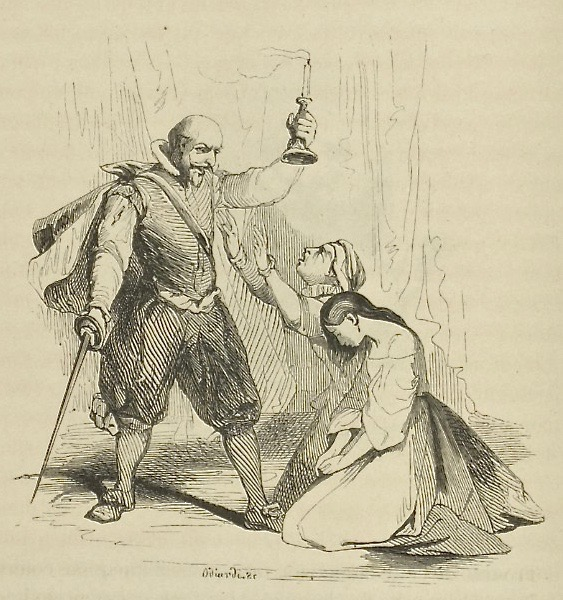
Tony Johannot: Szene aus Lesages Le diable boiteux (Don Luis de Cespèdes bedroht seine Tochter).

## Entstehung
Beaumarchais gibt an, das Stück 1759 in Angriff genommen zu haben, als er im Dienst der unverheirateten Töchter Ludwigs XV. stand. Den Anstoß zur Fertigstellung habe Diderots bürgerliches Trauerspiel Le père de famille (Der Hausvater) gegeben, das in Paris 1761 aufgeführt wurde und selbst den nicht eben sittenstrengen König zu Tränen rührte. Als literarische Vorlage nennt Beaumarchais die Geschichte von Graf Belflor und Léonor de Cespèdes aus Le diable boiteux (Der hinkende Teufel) von Alain-René Lesage, einer 1707 erschienenen Adaption des Romans El diablo cojuelo von Luis Vélez de Guevara (1641). Der blaublütige Libertin erinnert auch an die Figur des Lovelace in Samuel Richardsons Roman Clarissa (1748).

## Gattung

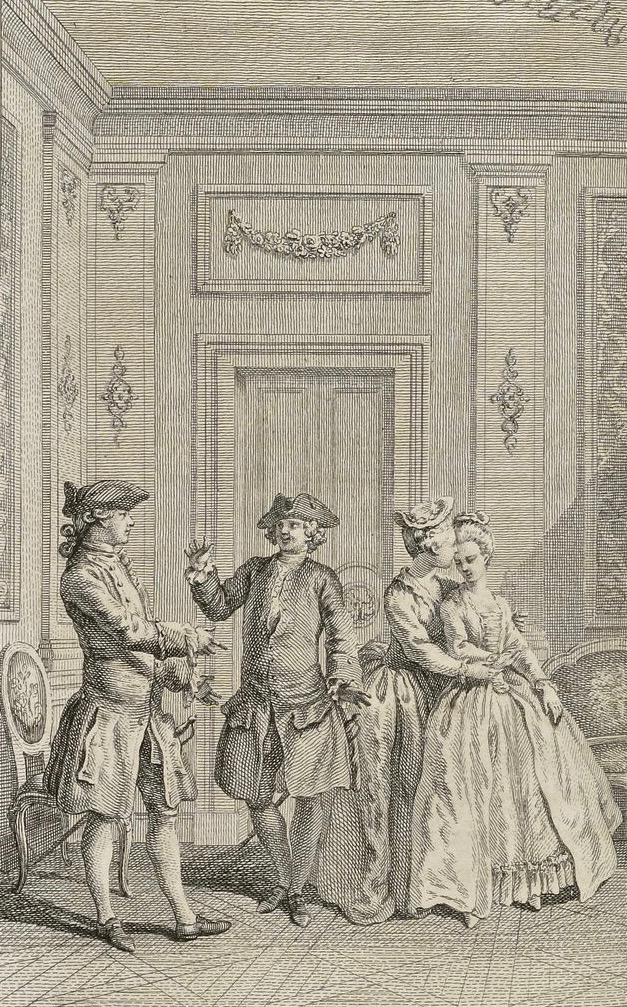
Louis-Joseph Masquelier nach Hubert-François Gravelot: Kapitän Cowerley, Baron Hartley, Madame Murer, Eugénie (2. Akt, Szene 12).

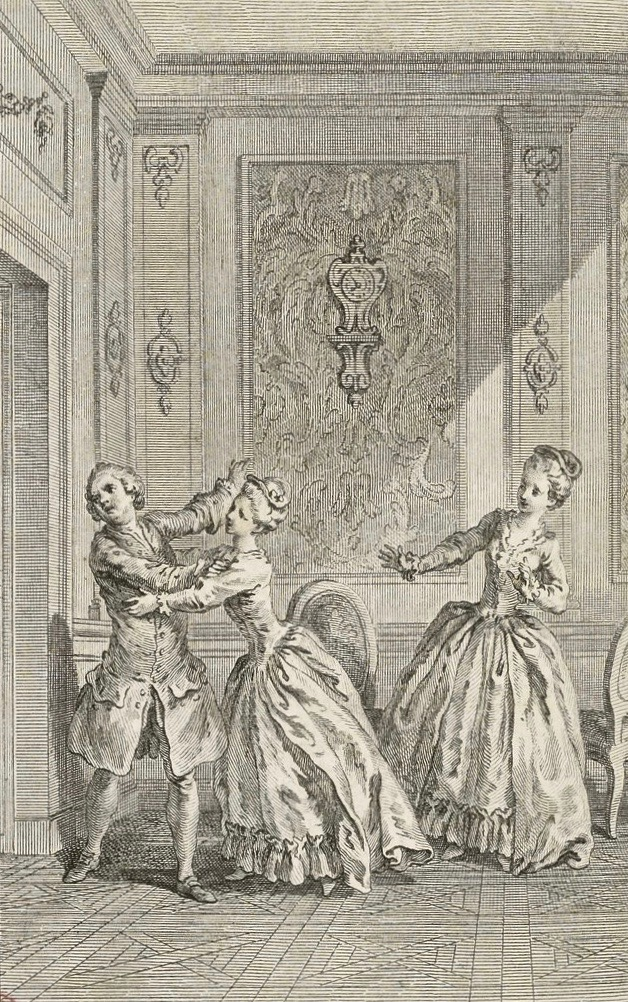
Antoine-Jean Duclos nach Hubert-François Gravelot: Baron Hartley verstößt die schwangere Tochter (3. Akt, Szene 8).

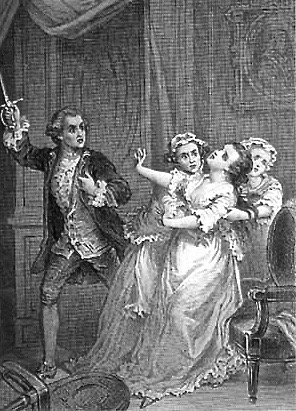
Gustave Staal: Sir Charles zieht den Degen (5. Akt, Szene 2).

Wie dem Père de famille ist dem Stück eine theoretische Abhandlung beigegeben. In diesem Essai sur le drame sérieux (Versuch über das ernsthafte Drama) bezeichnet Beaumarchais das drame sérieux, das auch tragi-comédie (Tragikomödie), tragédie bourgeoise (bürgerliches Trauerspiel) oder comédie larmoyante (Rührstück) genannt werde, als Gattung zwischen tragédie héroïque (Heldentragödie) und comédie plaisante (Lustspiel). Beaumarchais sollte noch zwei weitere drames sérieux schreiben, nämlich Les deux amis ou Le négociant de Lyon (Die beiden Freunde oder Der Kaufmann von L.) und L’autre Tartuffe ou La mère coupable (Der andere T. oder Die schuldige Mutter). Seine beiden bekanntesten Stücke hingegen – Le barbier de Séville ou La précaution inutile (Der Barbier von Sevilla oder Die unnötige Vorsicht) und La folle journée ou Le mariage de Figaro (Der tolle Tag oder Die Hochzeit des F.) – sind Komödien.

## Schauplatz
Ursprünglich spielte Eugénie in Paris; die Titelheldin war Bretonin, ihr Verführer hieß Marquis de Rosempré. Kurz vor der Premiere verlegte Beaumarchais die Handlung dann aber auf Anraten des französischen Botschafters in London, des Herzogs von Nivernais, nach Großbritannien, wo die Ehe nicht mehr wie im damaligen Frankreich als Sakrament galt. Schauplatz ist der elegante Salon der petite maison, wo der Graf von Clarendon Eugénie und Madame Murer einquartiert hat.

## Handlung
Konzentriert nacherzählt und zugleich eingeordnet findet sich die Handlung beim österreichischen Beaumarchais-Forscher Anton Bettelheim: „Die Fabel des Stückes hält sich im wesentlichen an die Novelle des Lesage, nur hat Beaumarchais alle feineren Züge und Übergänge des Comte de Belflor vergröbert, den Ort der Handlung schlankweg nach Frankreich verlegt und aus dem spanischen Kavalier einen jener verruchten Alcibiades der Regentschaft, einen Doppelgänger des Herzogs von Richelieu gemacht, der inzwischen auch bei Lovelace in die Schule gegangen.
Der hochgeborene Wüstling hat die Tochter eines kleinen Landedelmannes, Eugenie, dank dem Zureden ihrer adelsstolzen Tante Murer dazu vermocht, sich ohne Vorwissen ihres Vaters, eines gutmütigen Polterers, mit ihm trauen zu lassen. Da sich Eugenie Mutter fühlt, reist sie ihrem vermeintlichen Gatten in die Hauptstadt nach. Dort aber stellt sich heraus, daß die ganze Trauung Komödie und der Priester nur der Haushofmeister des gewissenlosen Galans gewesen, der eben im Begriff steht, eine der reichsten und vornehmsten Erbinnen des Landes zu heiraten.
Madame Murer, ebenso unbedacht in ihrem Zorn, wie vordem in ihrem Vertrauen, will den Treulosen nun in einen Hinterhalt locken: sie gebietet Eugenie, den Verräter nochmals zu sich zu bescheiden. Als sich dieser nächtens einstellt, bringt er als Geleitsmann einen jungen Mann mit, dem er eben bei einem meuchlerischen Überfall das Leben gerettet hat, – Eugeniens Bruder. Der letztere beschämt, genau so wie Pedro den Grafen Belflor, den Verführer seiner Schwester durch edelmütige Selbstverleugnung, indem er ihn selbst gegen seinen und Eugeniens Vater beschützt.
Die Ritterlichkeit des (…) Bruders rüttelt den verhärteten Frevler (…) auf; schon zuvor hatte ihn die Verzweiflung Eugeniens zu nicht eben tiefgehender Selbsteinkehr gemahnt. Nach einem Zweikampf, in welchem er Eugeniens Bruder entwaffnet, erfleht und erlangt der Sünder zu den Füßen Eugeniens volle Vergebung; ihr Sträuben weicht seiner Berufung auf die Stimme der Natur: sie verzeiht ihm, dem Kinde zuliebe, das sie unter dem Herzen trägt.“

## Uraufführung

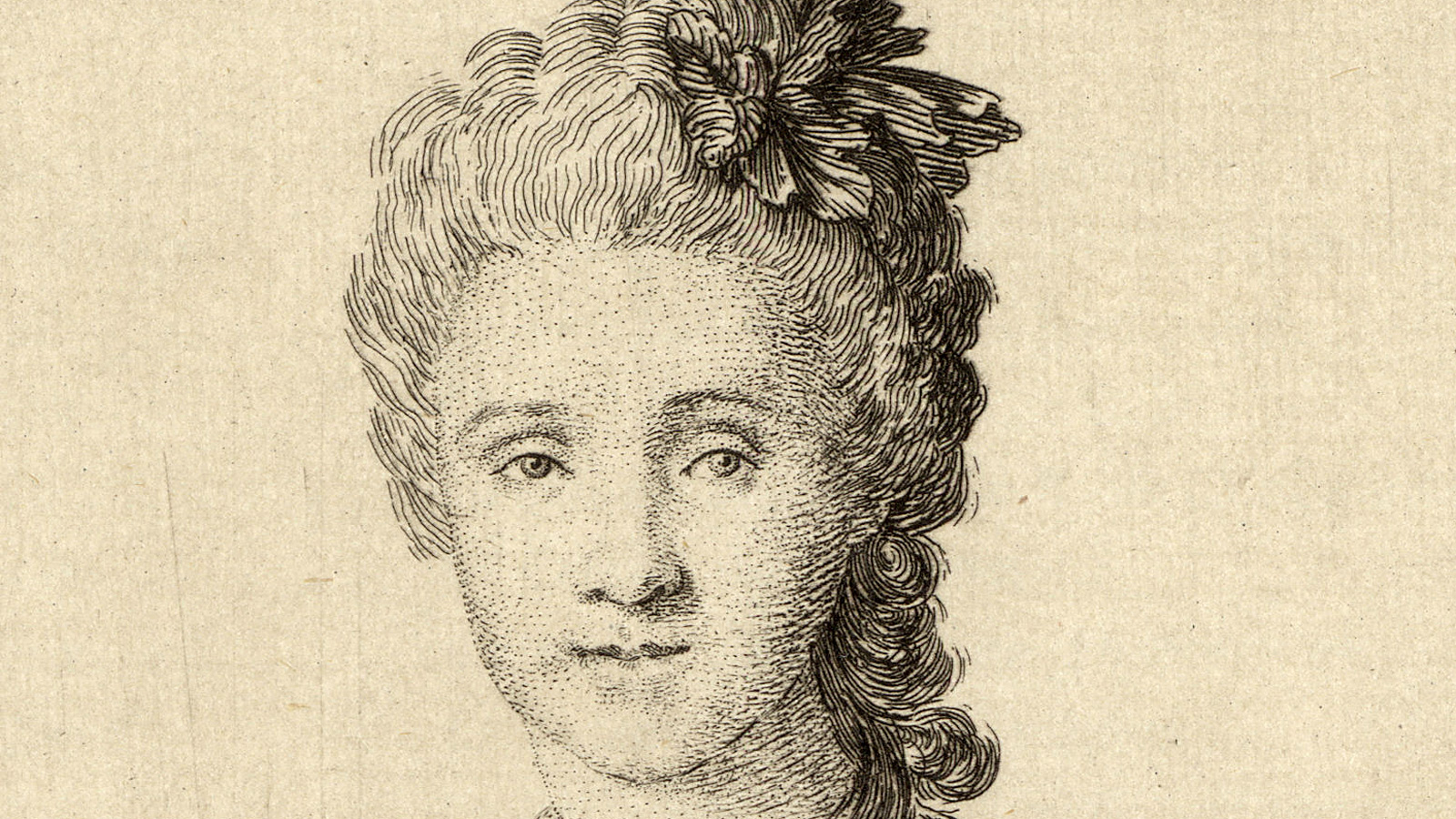
Die erste Eugénie: Mademoiselle Doligny.

An der Uraufführung wurde Eugénie von der 20-jährigen Mademoiselle Doligny (Louise-Adélaïde Berton-Maisonneuve), ihr Vater von Préville (Pierre-Louis Dubus), ihr Verführer von Bellecour (Jean-Claude Gilles Colson) gespielt – denselben Schauspielern, die später Rosine, Figaro und Graf Almaviva im Barbier de Séville verkörperten. Der 4. und 5. Akt missfielen, was Beaumarchais anschließend durch Kürzungen und Änderungen auszubügeln versuchte. Die Druckfassung erschien im September. Neu war, dass Beaumarchais genaue Vorschriften für Bühnenbild und Kostüme sowie zwischen die Aufzüge eingefügte Pantomimen machte.

## Erfolg
Obwohl sich die Kritiker (Collé, Grimm, Fréron) auf Beaumarchais einschossen, der nicht in ihren Kreisen verkehrte und zugegebenermaßen noch einiges zu lernen hatte, erlebte das Stück an der Comédie-Française im 18. Jahrhundert 104 und im 19. Jahrhundert 88 Vorstellungen, die letzte 1863. 1775 wurde es in Fontainebleau, 1778 in Versailles vor dem Hof gespielt und auch nach der Revolution am Théâtre du Marais (1791/92). Schwedens künftiger König Gustav III. begeisterte sich für das Stück, worauf es noch im Erscheinungsjahr zu einer Aufführung vor dem Hof in Svartsjö kam. Man übertrug es mehrfach ins Italienische und ins Deutsche. Garrick ließ es durch Elizabeth Griffith als The School for Rakes (Die Schule der Wüstlinge) adaptieren – ein Titel, der an Hogarths Bilderzyklus A Rake’s Progress (1733–1735) erinnert – und hatte damit am Drury Lane Theater Erfolg. Eugénie hieß nun Harriet, der Graf Lord Eustace. Goethe, der sein Trauerspiel Clavigo aus dem Bericht von Beaumarchais über dessen Spanienreise (1764/65) schöpfte, nennt Eugénie in Dichtung und Wahrheit in einem Atemzug mit dem Père de famille, Sedaines Le philosophe sans le savoir (Der Philosoph ohne es zu wissen), Fenouillet de Falbaires L’honnête criminel (Der ehrliche Verbrecher) und Merciers La brouette du vinaigrier (Der Karren des Essighändlers).

## Opernfassung
- Sebastiano Nasolini (Libretto: Giuseppe Maria Foppa): Eugenia, Venedig 1792.[31]